# Grande Prêmio Nacional 2 de Portugal
O Grande Prémio Nacional 2 de Portugal é uma competição de ciclismo profissional por etapas de Portugal criada com o fim de promover, dinamizar e valorizar o seu território atravessando o país de norte a sul pela Estrada Nacional 2.
A prova inicia na cidade de Chaves e finaliza na cidade de Faroe a sua primeira edição disputou-se entre 18 e 22 de julho de 2018 com vitória do ciclista espanhol Raúl Alarcón. A prova faz parte do UCI Europe Tour como concorrência de categoria 2.2. Mais tarde, devido a castigo por doping, foi retirada a vitória na prova a Raúl Alarcón  sendo atribuída ao ciclista espanhol Mario González Salas.

## Palmarés
| Ano  | Vencedor                            | Segundo            | Terceiro       |
| ---- | ----------------------------------- | ------------------ | -------------- |
| 2018 | Raúl Alarcón · Mario González Salas | David de la Fuente | Márcio Barbosa |

## Palmarés por países
| País    | Vitórias |
| Espanha | 1        |